# Мустанг
Муста́нг (исп. mestengo/mesteño букв. «смешанный») — одичавшая домашняя лошадь. Мустанг был распространён в прериях Северной Америки и в пампасах Южной Америки. В прошлом объект охоты (мясо, кожа). Почти истреблён.

## Происхождение названия

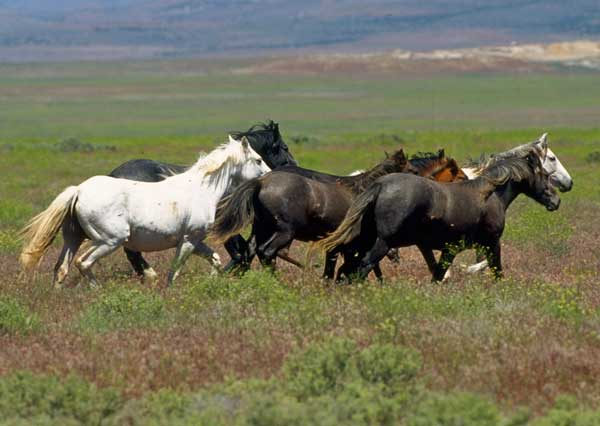
Мустанги на выпасе

Слово «мустанг» восходит к латинскому корню mixtus (смешанный). Испанскoe словo «mestengo» (используется в Мексике), «mesteño» или «mostrenco», означающих «бродячее животное (домашний скот)», «дикий» или «ничейный». Далее попало в английский язык США, где трансформировалось в мустангa.
Иногда для обозначения мустанга встречается научное название подвида — Equus caballus ferus Boddaert, 1785 или Equus ferus caballus, которое нередко относится к вымершему дикому предку домашних лошадей тарпану, а не к одичавшим домашним лошадям.

## История и современное состояние
Мустанги являются потомками домашних лошадей, которых привезли в Новый Свет колонисты из Европы в XVI веке. Многие из привезённых тогда лошадей, по тем или иным причинам, отбивались от людей и дичали: некоторые убегали с пастбищ, другие получали свободу, потеряв седока в бою. Так и получились мустанги - выносливые, быстрые и неприхотливые лошади.
В XIX веке одичавшие, полудикие лошади в большом количестве водились в Южной Америке, в частности, в Аргентине и Парагвае. Вот как описывались южноамериканские мустанги в «Энциклопедическом словаре Брокгауза и Ефрона»:
Замечательна легкость, с которой лошади, предоставленные самим себе, при сколько-нибудь благоприятных условиях возвращаются в дикое состояние и начинают вести образ жизни, ничем не отличающийся от образа жизни диких представителей семейства. Одичавшие лошади пампасов Южной Америки, населяющие их в громадном количестве под названием цимарронов (cimarrones), произошли, как полагают, от нескольких жеребцов и кобыл андалузской породы, оставленных в 1537 году, когда колония Буэнос-Айрес была покинута жителями; уже к 1580 году лошади настолько размножились здесь, что распространились на юг до Магелланова пролива, на север до Парагвая. Влияние жизни на свободе выразилось в увеличении головы, удлинении ушей, утолщении сочленений и изменении характера шерсти. Гаучосы ловят их с помощью лассо (аркан) и болас (веревки с шарами) и по укрощении получают хороших крепких лошадей; дикари пампасов едят мясо кобыл и жеребят, кроме того, множество лошадей убивается ради шкур. В Парагвае одичавшие лошади не живут, как полагают, из-за одной мухи, кладущей яйца в незаживший пупок новорожденных жеребят, от чего последние гибнут; домашние же живут в полудиком состоянии (мустанги), большими табунами, состоящими из маленьких групп (1 жеребец и 12—18 кобыл). Одичалые лошади населяют далее на север льяносы. То же в меньших размерах наблюдалось в Мексике и на Фолклендских островах (здесь лошади под влиянием более сурового климата измельчали). Одичавших лошадей встречал также Пржевальский в провинции Ганьсу.
С течением времени поголовье мустангов в Новом Свете увеличивалось: к началу XX века в американских прериях насчитывалось около 2 млн мустангов. Мустанги были распространены в прериях Северной Америки и являлись довольно популярным объектом охоты. Охотились на них ради мяса и кожи. В XX веке масштаб охоты достиг такого значения, что к 1960-м годам они были почти истреблены. Другой важной причиной уменьшения численности мустангов являлась потребность в новых пастбищах для стремительно возрастающего поголовья скота.

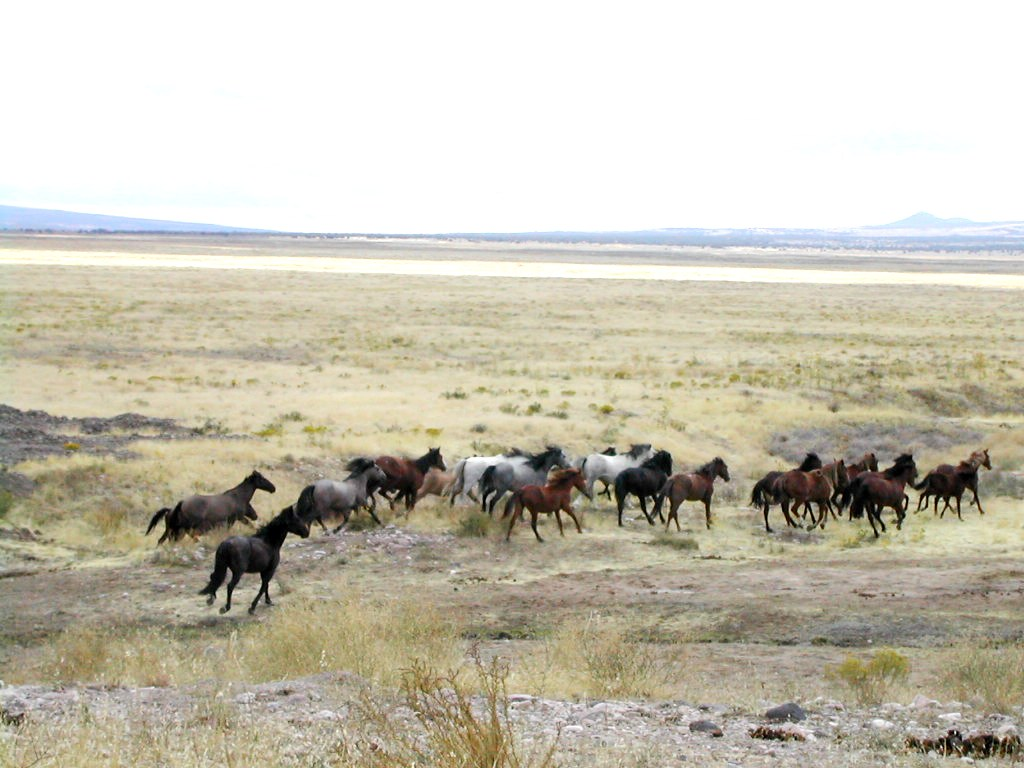
Мустанги в штате Юта (2005)

В 1971 году охота на мустангов в США была запрещена, и к началу 1980-х годов их стало более 50 тыс. В настоящее время мустанги встречаются в штатах Калифорния, Аризона, Юта, Невада, Вайоминг. Для  обеспечения пастбищными ресурсами диких лошадей и других копытных ежегодно проводится отлов определенного числа мустангов. Наиболее «покорных» из них раздают желающим в соответствии с программой «Усыновление мустангов», после чего их потомство становится собственностью «приёмных родителей». 
Одичавшие лошади встречаются и в Евразии, например, в России в районе Маныч-Гудило для них создан заповедник. Кроме этого, табуны одичавших лошадей в России есть и на некоторых островах Курильской гряды (Кунашир, o. Зелёный и т. д.).

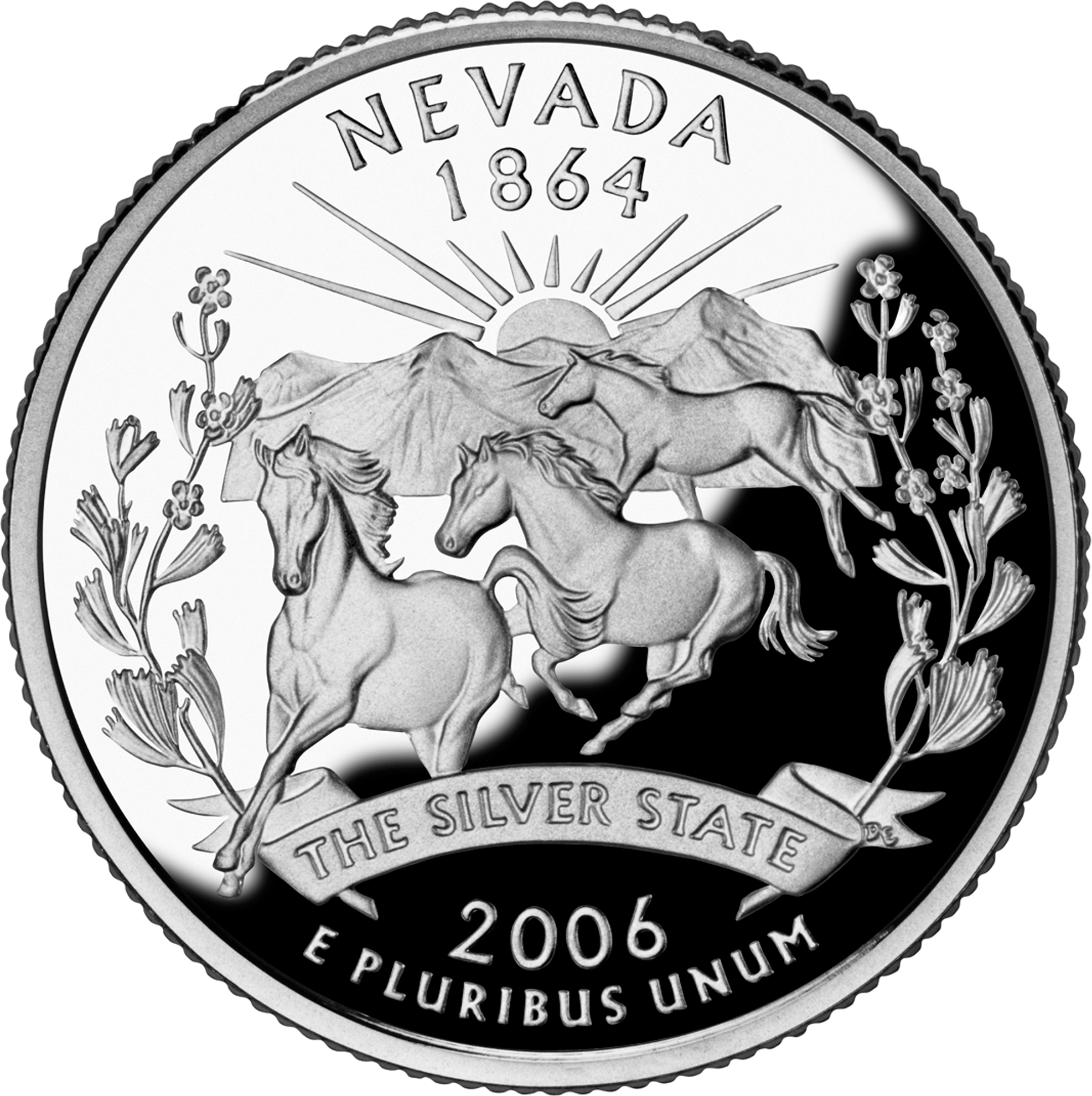
Мустанги на 25-центовой монете США (четвертак Невады, 2006)

## Мустанги в культуре
Мустанги и мустангер являются героями романа Майна Рида «Всадник без головы» (1865), который был экранизирован в СССР в 1973 году (см. Всадник без головы (фильм, 1973)).
Об одичавшем коне-иноходце в американском штате Нью-Мексико написан рассказ Эрнеста Сетона-Томпсона «Мустанг-иноходец» (англ. «The Pacing Mustang», 1930), по мотивам которого снят одноимённый советский фильм (Киевнаучфильм, 1975).
О жеребце породы кигер-мустангов в США снят полнометражный анимационный фильм «Спирит: Душа прерий» («Spirit: Stallion of the Cimarron», 2002).

## Генетика
Молекулярная генетика
- Депонированные нуклеотидные последовательности в базе данных EntrezNucleotide, GenBank, NCBI, США: 97 (по состоянию на 24 февраля 2015).